# واکنش هالوفرم
واکنش هالوفرم (به انگلیسی: Haloform reaction) واکنشی است که طی آن یک هالوفرم (CHX3, که در آن X نشان دهندهٔ هالوژن است) از واکنش هالوژنه کردن یک متیل کتون (مولکول شامل گروه R-CO-CH3 ) در حضور محیط بازی تولید می شود. گروه R می‌تواند یک اتم هیدروژن، گروه آلکیل یا آریل باشد. از این واکنش در تولید کلروفرم (CHCl3)، برموفرم (CHBr3) و یدوفرم (CHI3) کاربرد دارد.